# José Ángel Gómez Marchante
José Ángel Gómez Marchante (født 30. maj 1980) er en spansk tidligere cykelrytter. Højdepunktet i hans karriere var hans sejr i Baskerlandet Rundt 2006, hvor han vandt den sidste enkeltstart som gav ham sejren sammenlagt.
I 2004, da han cyklede for Paternina-Costa de Almeria-holdet, kom han på 8. pladsen sammenlagt i Vuelta a España. Sæsonen efter kom han på 7. pladsen i Dauphiné Libéré.